# Dipartimento per gli affari giuridici e legislativi
Il  Dipartimento per gli affari giuridici e legislativi  è una struttura incardinata nella Presidenza del Consiglio dei ministri con compiti di supporto al Presidente del Consiglio nella funzione di coordinamento dell'attività normativa. Assicura alla Presidenza la consulenza giuridica di carattere generale ed assiste il Sottosegretario alla Presidenza e il Segretario generale in materia di attività normativa.

## Competenze
Le competenze del Dipartimento sono fissate dal DPCM 1º ottobre 2012. Il Dipartimento:
- sovrintende all'iniziativa legislativa e all'attività normativa del Governo e in particolare:
  - coordina e promuove l'istruttoria dell'iniziativa legislativa e dell'attività normativa del Governo;
  - verifica la conformità alle disposizioni costituzionali, europee e al programma di Governo;
  - verifica il corretto uso delle fonti ed in particolare la sussistenza dei presupposti per il ricorso alla decretazione d'urgenza;
  - cura la qualità dei testi normativi sotto un profilo formale e sostanziale, anche con riguardo ai processi di semplificazione, riassetto e riordino della normativa vigente;
  - verifica, con l'ausilio delle amministrazioni dotate delle necessarie competenze tecniche, le relazioni e le analisi appositamente previste e predisposte a corredo degli atti normativi del Governo;
  - provvede all'istruttoria degli emendamenti, governativi e parlamentari, relativi ai provvedimenti legislativi;
  - attua la revisione tecnico-formale dei testi normativi;
  - verifica le relazioni predisposte dalle amministrazioni su richiesta degli organi parlamentari;
  - cura, in collegamento con gli organi istituzionali competenti, gli adempimenti preliminari necessari per l'espressione dei pareri sugli atti normativi del Governo, da parte degli organi costituzionali, delle Autorità indipendenti, della Conferenza permanente per i rapporti tra lo Stato, le regioni e le province autonome e della Conferenza Stato-città ed autonomie locali (ex d.lgs. 281/1997)
- cura l'elaborazione delle metodologie di semplificazione normativa in tema di
  - Analisi dell'Impatto della Regolamentazione (AIR);
  - Analisi tecnico-normativa (ATN);
  - Verifica dell'Impatto della Regolamentazione (VIR).
- coordina e sovrintende all'applicazione della disciplina in materia di AIR, ATN e VIR, anche con riferimento all'attuazione delle relative procedure nelle pubbliche amministrazioni e alla formazione del relativo personale;
- elabora regole tecniche di redazione dei testi normativi, compie le analisi e formula le proposte di revisione e semplificazione dell'ordinamento normativo esistente;
- collabora con il Dipartimento per le politiche europee nella fase ascendente del processo di adozione dei regolamenti e delle direttive europee, nonché nelle procedure di infrazione avviate dall'Unione europea;
- assicura, quanto al processo di formazione e di attuazione in sede nazionale della normativa europea, l'esame preliminare della situazione normativa ed economica interna e la valutazione delle conseguenze dell'introduzione delle norme europee sull'assetto interno;
- svolge attività di studio, ricerca e documentazione giuridica e parlamentare ed ogni altra attività che ad esso venga affidata, nell'ambito delle proprie competenze, dal Presidente, dal Sottosegretario alla Presidenza o dal Segretario generale;
- cura, in collaborazione con gli organi costituzionali, la classificazione e l'informatizzazione della normativa vigente;
- provvede alla pubblicazione sul sito web delle notizie relative ad iniziative normative del Governo;
- sovrintende e coordina, mantenendo i rapporti con l'Avvocatura dello Stato e con le amministrazioni interessate, le attività concernenti il contenzioso dinanzi alle Corti internazionali e dinanzi alle giurisdizioni nazionali che abbia quale legittimato attivo o passivo la Presidenza, con esclusione degli affari in materia di lavoro e di protezione civile;
- assicura l'attuazione della legge in materia di esecuzione delle pronunce della Corte europea dei diritti dell'uomo (legge 12/2006) e coopera con le altre amministrazioni competenti nell'individuazione delle iniziative concernenti la prevenzione e la repressione delle violazioni dei diritti tutelati dalla Convenzione europea per la salvaguardia dei diritti dell'uomo e delle libertà fondamentali, fatte salve le competenze del Ministero degli affari esteri;
- cura l'istruttoria delle questioni di costituzionalità e i rapporti con gli uffici della Corte costituzionale; provvede al recupero delle somme e al pagamento delle spese concernenti il contenzioso di competenza;
- assicura, se richiesto, la consulenza giuridico-legale di carattere generale per quanto concerne la fase pre-contenziosa ai Dipartimenti ed Uffici della Presidenza.

## Struttura
Il Dipartimento si articola in tre Uffici e sei servizi:
- Ufficio per il coordinamento dell'iniziativa legislativa e dell'attività normativa del Governo
  - Servizio affari della Presidenza del Consiglio dei Ministri e questioni istituzionali
  - Servizio affari esteri, ordine e sicurezza interna ed estera, rapporti civili e sociali
  - Servizio affari relativi alla cultura, alla ricerca scientifica e alla gestione del territorio e delle risorse ambientali
  - Servizio attività economiche e finanza pubblica
- Ufficio studi, documentazione giuridica e qualità della regolazione
  - Servizio studi e documentazione giuridica e parlamentare
  - Servizio analisi e verifica dell'impatto della regolamentazione
- Ufficio contenzioso per la consulenza giuridica e i rapporti con la Corte europea dei diritti dell'uomo

Il Dipartimento può avvalersi di magistrati ordinari, amministrativi e contabili, o di avvocati dello Stato, in numero non superiore a sette.

## Fonti
- Decreto del Presidente del Consiglio dei ministri, 1º ottobre 2012 (aggiornato al Dpcm 15/12/2014) (PDF), su governo.it.